# 自由薯條
自由薯條是美國對炸薯條的泛政治化委婉語，將英語「薯條」（French fries）一詞中的「French」（法國）以「Freedom」（自由）取代，以回應法國反對美國在聯合國安理會擬議入侵伊拉克的行為。這個詞於2003年誕生，始於當時共和黨籍的眾議院行政委員會主席鮑勃·奈伊在三個國會自助餐廳中修改其菜單項目名稱，以回應法國反對擬議入侵伊拉克的行為。雖然原本支持此觀點的數家餐館跟進且變更了他們的菜單，但之後隨著美國國內整體對伊拉克戰爭的支持率普遍下降而逐漸恢復原始名稱。其後隨著奈伊於2006年辭任行政委員會主席後，低調地復原。

## 背景

### 法國反對侵略伊拉克
在基地組織發動九一一襲擊事件和喬治·W·布什總統宣布的“反恐戰爭”之後，美國開始策划入侵伊拉克的行動。但法國外交部長多明尼克·德維勒班於聯合國安全理事會的審議上，明確表態法國既不支持也不參與入侵。這導致一些美國人指責法國背叛，重新點燃美國人的反法情緒。

### 初始命名
2003年2月，北卡羅萊納州博福特郡「Cubbie's」餐廳老闆尼爾羅蘭（Neal Rowland）首度使用「自由薯條」一名，羅蘭表示他的動機是來自第一次世界大戰時對德國的抗議行動，例如「德國酸菜」（sauerkraut）被改名為「自由白菜」（freedom cabbage），而「法蘭克福腸」（frankfurters）被改名為「熱狗」（hot dogs）。在一次關於名稱變更的採訪中，羅蘭評論說「由於法國正在退出戰爭，法國薯條和法國的一切都需要被禁止」。2007年3月，羅蘭獲得了「自由薯條」一詞的商標註冊。 北卡羅萊納州莫爾黑德市的Cubbie的老闆Darius Ballou也支持羅蘭，並也做出同樣的變更。

## 美國眾議院決議

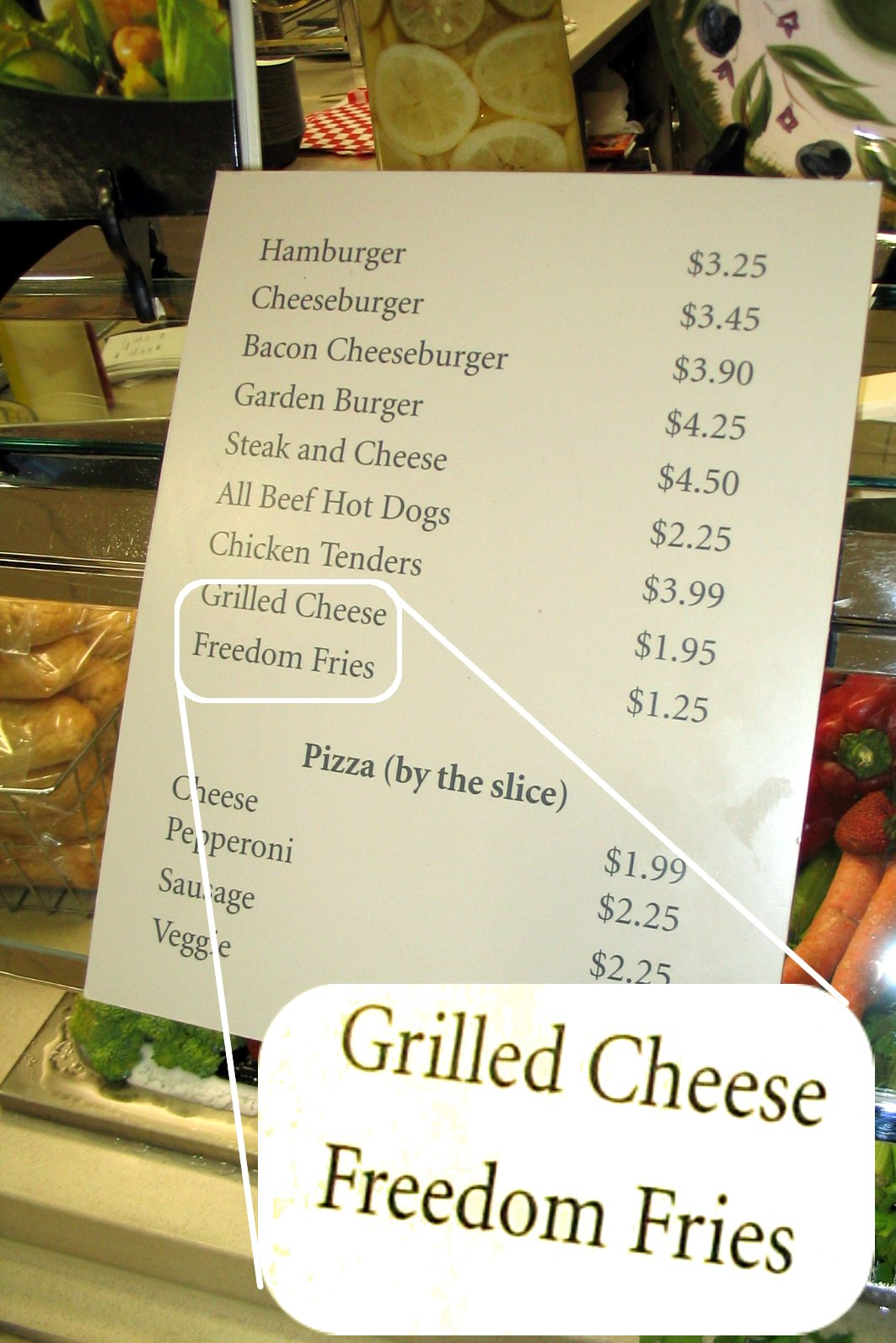
當時美国国会自助餐廳的菜單曾包括自由薯條。

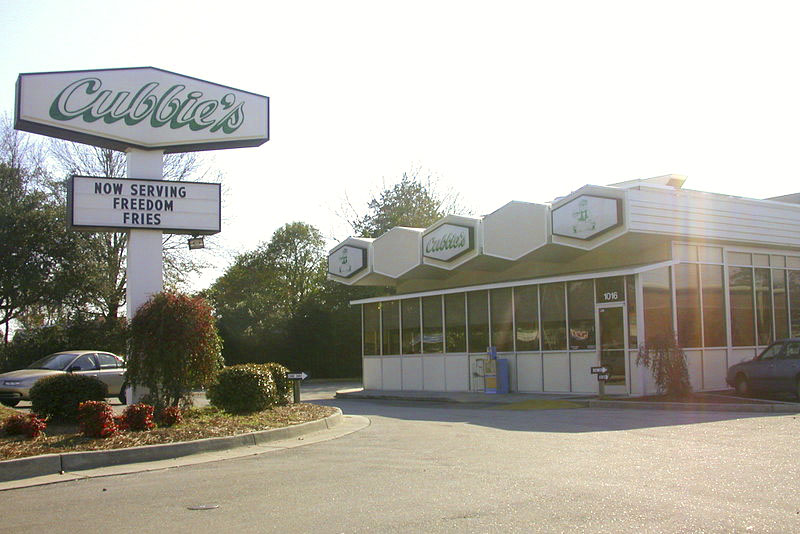
Cubbie's位於瓊斯的管區，是自由薯條命名的發源地。

2003年3月11日，美國共和黨籍眾議員鮑勃·奈伊和沃爾特·B·瓊斯針對三個院的自助餐廳在菜單上更改所有「法式薯條」和「法式吐司」的用法，並分別用「自由薯條」（Freedom fries）和「自由吐司」（Freedom toast）替換它們。瓊斯選擇遵循Cubbie的例子，在與同事的通訊中不停倡導改名。他表示「法國人只會隔岸觀火」。由於奈伊是美国众议院行政委員會的主席，該行動不需要任何投票，因為該委員會用擁有掌管國會自助餐廳的權力。根據奈伊發表的聲明，重新命名的目的是在表達對法國“繼續拒絕與美國盟友站在一起”的不滿。該聲明進一步宣讀：“今天的這一個舉動雖小但具有象徵意義，這也表明國會山莊上很多人對我們所謂的盟友法國感到非常不滿。”當被問及他對這一變化的看法時，瓊斯說這是一項“輕鬆愉快的舉動”。

### 各方反應
對於這個改變，法國駐美國大使館發言人Nathalie Loiseau評論說“這算不上是個問題......我們選擇專注在更嚴肅的事情上”， 她並指出炸薯條其實起源於比利時。之後她又表示，法國對這一變化的立場是“處在一個非常的時刻，並處理著其他非常嚴重的問題，我們並不很在意（美國人）如何稱呼馬鈴薯的方式”。在薯條名稱回復原狀後，另一位大使館女發言人說：“我們兩國之間的關係絕對比單單的馬鈴薯來得重要……如今，我們的關係已回復往常”。
美國的美食旅遊節目《波登不設限》的第一集〈為什麼法國人不糟糕〉（"Why the French Don't Suck"），正巧在這個事件發生的時間點播放，即利用「自由薯條」的改名來做為敘述兩國之間關係冷淡的一個事例。
在蓋洛普2005年的一項民意調查中，參與者被問及他們是否覺得法式炸薯條和法國吐司的新命名代表著“愚蠢的想法還是愛國主義的真誠表達”；66％的人回答說這很愚蠢，33％的人回答是愛國的，1％的人沒有意見。數家餐館都遵循了議會的改變而做出變更，這個名字仍然被連鎖餐廳Toby Keith's I Love This Bar＆Grill和駐紮菲律賓的美國陸海軍餐廳所使用。在加州聖克魯斯有一家反對改名的土星咖啡館，它將他們的菜單改為“Impeach George W. Bush fries（彈劾喬治W.布什薯條）”。與此同時，法式芥末製造商利潔時也因「法式」之名遭受到波及，進而出面澄清公司本身與法國並無關連。

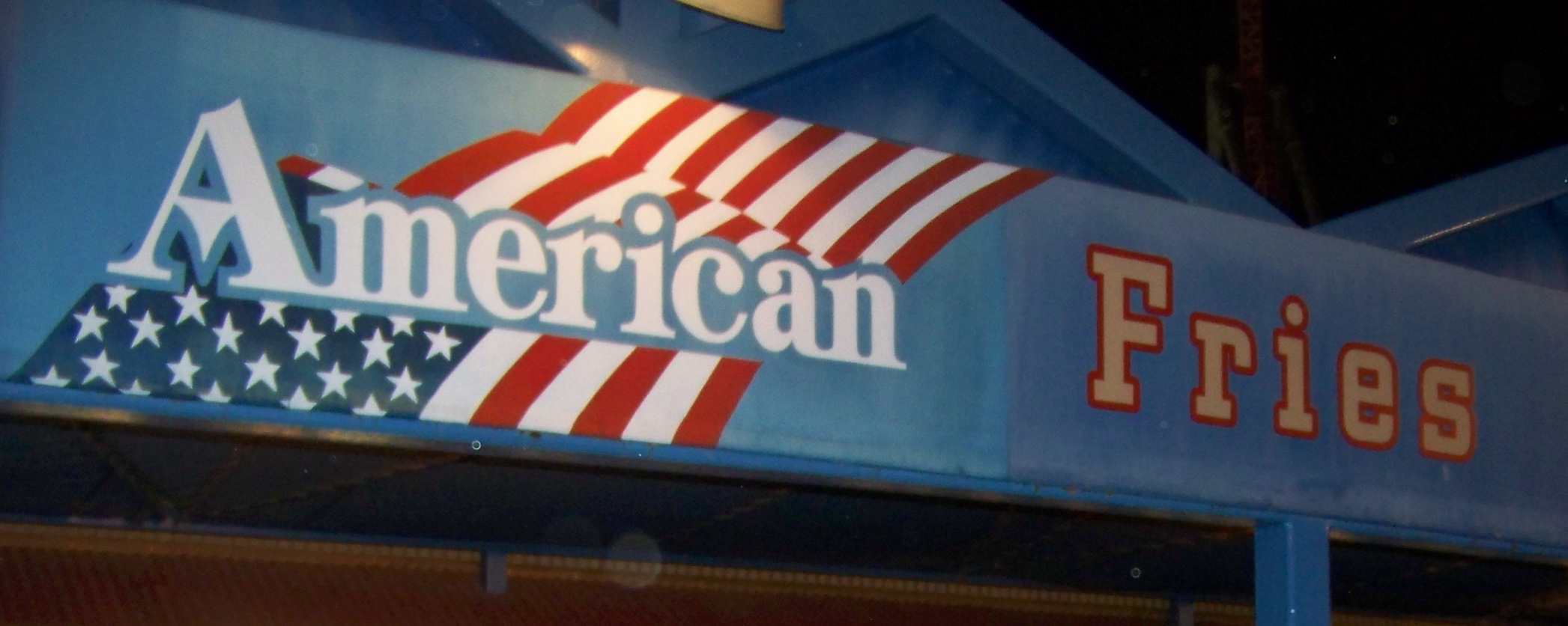
Knott's Berry Farm的一处小吃店廣告牌写着“美式”炸薯條，這個標誌原为“法式”。

麻薩諸塞州民主黨眾議員巴尼·弗蘭克指出：這個變化使“國會看起來比原先更為愚蠢”。紐約民主黨國會議員何塞·塞拉諾（José Serrano）認為此次行動根本譁眾取寵，呼籲其他立法者集中精力處理更緊迫的問題。
在2003年3月15日週六夜現場的一集中，蒂娜·費在周末新聞播報（Weekend Update）中諷刺性地報導：「美國奶酪在法國現在被稱為『白痴奶酪』。」2006年由卡爾·克里斯特曼執導紀錄片《自由薯條：我們將如何向我們的子孫們解釋這件愚蠢的事情》（Freedom Fries: And Other Stupidity We'll Have to Explain to Our Grandchildren）以喜劇手法紀錄美國消費主義和愛國主義的觀點。 在美國老爸的《Stan Knows Best》一集中，主角Stan在被問到他的法式吐司嘗起來如何時，他回答道：「味道很重，而且忘恩負義！但這種美式烤麵包很美味。」
連載漫畫《Doonesbury》中，Mark Slackmeyer 和 Zonker Harris這兩個角色批評了改名這件事。Slackmeyer表示美國在第二次世界大戰中解放了法國；911事件之後，許多法國報紙頭條寫著“我們都是美國人”，以表示支持美國的立場。最後，他指出這些反法人士根本是「愛國心氾濫，又自私的精神勝利猴」。法裔美國獨立搖滾樂隊「自由薯條」（Freedom Fry）的團名即是受此事件啟發。 2005年，羅伯特·普蘭特和他的樂隊Strange Sensation發行的專輯“Mighty ReArranger”，其中包含了一首反戰意味的歌曲“Freedom Fries”，其歌詞中的一句是“Freedom fries and burns and scars, the liberator goes too far．”（自由的薯條，燒傷和疤痕，自由解放者也許太過極端）。

### 政策逆轉
奈伊因其他的關說醜聞而辭職後，弗恩·埃勒斯接替眾議院管理委員會主席一職。2006年8月2日，埃勒斯在沒有任何通知下將眾議院自助餐廳的菜單恢復原狀。當問及埃勒斯的決定時，他回答說：“這沒什麼大不了的......這不算是新聞。”在2005年當沃爾特·B·瓊斯被問及對“自由薯條”一事的看法時，瓊斯回答說：“我希望這件事從未發生過。”

## 腳註
1. ↑  有些美國人會蔑稱法國人「投降猴子（英语：Cheese-eating surrender monkeys）」（surrender monkeys），諷刺法國人在二戰時迅速投降的舉動。本處原文使用「Conquer-monkeys」，是嘲諷美國人的精神勝利法。

## 更多連結
- "House restaurants change name of 'french fries' and 'french toast'", CNN.com, March 11, 2003 （页面存档备份，存于）
- Johnny Depp on the Freedom Fries incident, "U.S. is like a stupid puppy", CNN.com, Sept 3, 2003 （页面存档备份，存于）